# Somalische wilde ezel
De Somalische wilde ezel (Equus africanus somalicus) is een ondersoort van de wilde ezel (Equus africanus), een bedreigde soort.

## Kenmerken
De vacht heeft een lichtgrijze kleur. De bovenkant van de manen is zwart, net zoals het puntje van de staart. Rond de mond, keel en buik is de vacht wit. De poten zijn wit, met zwarte horizontale strepen, net zoals die van een zebra.

## Verspreiding en leefgebied
De Somalische wilde ezel komt voor in de regio Debubawi Keyih Bahri in Eritrea, de regio Afar in Ethiopië en Somalië.

## Voortplanting in gevangenschap
Er leven ongeveer 150 Somalische wilde ezels in gevangenschap. Een van de belangrijkste dierentuinen voor het fokken van dit dier is de Zoo Basel in Zwitserland. Sinds 1970 zijn er 35 Somalische wilde ezels geboren in Bazel, en in september 2009 had de dierentuin een mannetje en drie volwassen vrouwtjes met hun kinderen.